# Jerzy Tadeusz Kłopotowski
Jerzy Tadeusz Kłopotowski (ur. 22 października 1892 w Karyszkowie, zm. 25 marca 1970 w São Paulo – inżynier rolnik, porucznik kawalerii Wojska Polskiego, urzędnik konsularny i dyplomata II Rzeczypospolitej.

## Życiorys
Ukończył studia na Akademii Rolniczej w Dublanach. Od kwietnia do listopada 1918 służył w polskich formacjach wojskowych na Ukrainie, następnie był oficerem zawodowym WP (służył m.in. w 16 pułku Ułanów Wielkopolskich w Bydgoszczy. Na porucznika został awansowany ze starszeństwem z dniem 1 września 1921 roku. W latach 1930–1932 pozostawał w dyspozycji szefa Departamentu Kawalerii Ministerstwa Spraw Wojskowych.
Do służby dyplomatycznej oddelegowany z Ministerstwa Spraw Wojskowych; pracował w Departamencie Politycznym MSZ (1933), w charakterze konsul/kier. konsulatu generalnego w Tyflisie (1933–1936), chargé d’affaires w Rydze (5 kwietnia – 1 lipca 1938), następnie w randze posła RP tamże do 5 października 1939.
Kłopotowski przedostał się na Bliski Wschód, gdzie wstąpił do Polskich Sił Zbrojnych. Został skierowany do tzw. II grupy (bez przydziału bojowego) i przebywał w Ośrodku Wojskowym Latrun. Po zakończeniu wojny i demobilizacji wyjechał do Brazylii, gdzie zmarł.

## Ordery i odznaczenia
- Krzyż Walecznych
- Krzyż Oficerski Orderu Korony Rumunii